# Air Force Ones
Air Force Ones è un brano musicale del rapper statunitense Nelly, pubblicato come secondo singolo estratto dall'album Nellyville il 7 novembre 2002. Il brano figura il featuring dei rapper Kyjuan, Ali e Murphy Lee.

## Tracce
US Promo
Testi di Nelly, Kyjuan, Ali e Murphy Lee, musiche di The Trackboyz.
1. Air Force Ones (Clean Radio Edit) – 4:31
2. Air Force Ones (Clean Album Version) – 5:04
3. Air Force Ones (Instrumental) – 5:04

## Classifiche
| Classifica (2002)                               | Posizione più alta |
| ----------------------------------------------- | ------------------ |
| U.S. Billboard Hot 100                          | 3                  |
| U.S. Billboard Hot R&B/Hip-Hop Singles & Tracks | 4                  |
| U.S. Billboard Hot Rap Tracks                   | 1                  |